# Grzybówka włoskowatotrzonowa

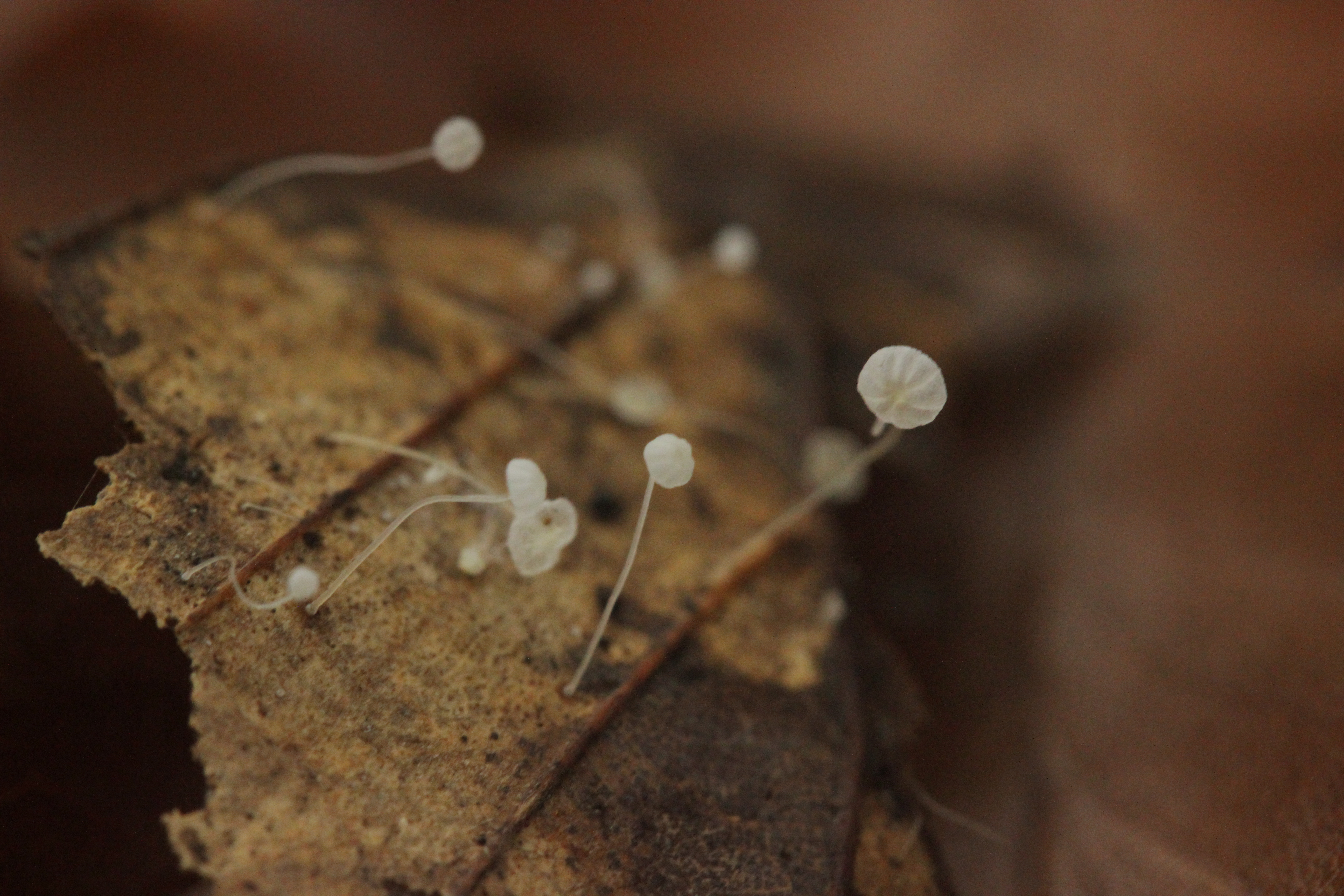

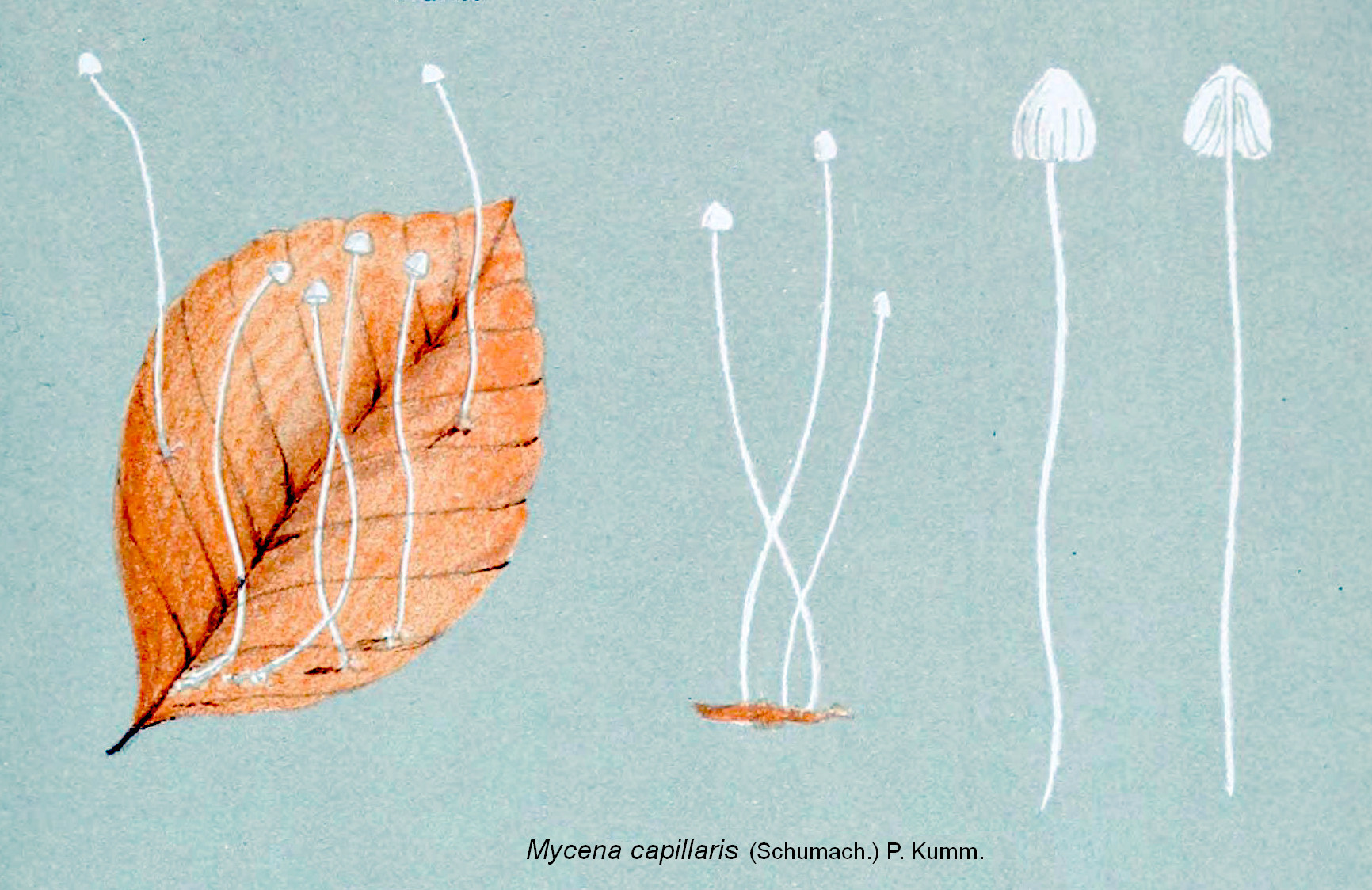

Grzybówka włoskowatotrzonowa (Mycena capillaris (Schumach.) P. Kumm.) – gatunek grzybów z rodziny grzybówkowatych (Mycenaceae).

## Systematyka i nazewnictwo
Pozycja w klasyfikacji według Index Fungorum: Mycena, Mycenaceae, Agaricales, Agaricomycetidae, Agaricomycetes, Agaricomycotina, Basidiomycota, Fungi.
Po raz pierwszy takson ten opisał w 1803 r. Heinrich Christian Friedrich Schumacher nadając mu nazwę Agaricus capillaris. Obecną, uznaną przez Index Fungorum nazwę nadał mu Paul Kummer w 1871 r.
Synonimy:
- Agaricus capillaris Schumach. 1803
- Pseudomycena capillaris (Schumach.) Cejp 1930

Maria Lisiewska w 1987 r. nadała mu nazwę grzybówka włoskowata, Władysław Wojewoda w 2003 r. zaproponował nazwę grzybówka rurkowatotrzonowa.

## Morfologia
Kapelusz
Średnica do 3 mm, kształt stożkowy, półkulisty, dzwonkowaty lub paraboliczny, w stanie dojrzałym czasem z zagłębionym środkiem, bruzdowany, półprzezroczyście prążkowany. Powierzchnia oprószona, o barwie od bladoszarej do białej, czasami z ciemniejszym środkiem.
Blaszki
Blaszki w liczbie 6–10, dochodzące do trzonu, wąskie lub dość szerokie, wąsko przyrośnięte, o barwie od białej do białoszarej. Ostrza białe.
Trzon
Wysokość 20–40 mm, bardzo cienki (nitkowaty), zwykle zgięty. Powierzchnia błyszcząca, czarniawa lub ciemnoszara, pokryta promieniście włókienkami o barwie od ciemnobrązowej do czarnej.
Miąższ
Bez zapachu.
Cechy mikroskopowe
Podstawki 17–21 × 6–8,5 µm, maczugowate, 2–zarodnikowe bez sprzążek lub 4-zarodnikowe ze sprzążkami. Zarodniki 8,5–13,5 × 2,8–4,5 µm, wydłużone, amyloidalne. Cheilocystydy 14–26 × 7–15 µm, tworzące sterylne pasmo, maczugowate lub wrzecionowate. U form 2-zarodnikowych bez sprzążek, u form 4-zarodnikowych ze sprzążkami. Są równomiernie pokryte brodawkami, lub krótkimi cylindrycznymi wyrostkami. Pleurocystyd brak. Strzępki w skórce kapelusza o szerokości do 4–15 µm, gęsto pokryte brodawkami lub krótkimi, cylindrycznymi wyrostkami. Strzępki warstwy korowej trzonu o szerokości do 3,5 µm, gęsto pokryte krótkimi cylindrycznymi wyrostkami o długości do 2 µm. Kaulocystydy u podstawy trzonu o szerokości 5–15 µm, maczugowate, grudkowate lub kulisto-nieregularne, gęsto pokryte krótkimi cylindrycznymi wyrostkami.

## Występowanie i siedlisko
Znane jest występowanie tego gatunku w Ameryce Północne i w Europie. Władysław Wojewoda w zestawieniu grzybów wielkoowocnikowych Polski w 2003 r. przytacza liczne stanowiska z uwagą, że jego rozprzestrzenienie w Polsce i stopień zagrożenia nie są znane.
Grzyb saprotroficzny. W Polsce występuje w lasach liściastych, mieszanych i w parkach leśnych. Rośnie na opadłych liściach, głównie buka, rzadziej dębu.

## Gatunki podobne
Mycena capillaris charakteryzuje się niewielkim rozmiarem, biało-szarawym kapeluszem, rzadkimi blaszkami, ciemnym trzonem (przynajmniej u młodszych osobników), cheilocystydami i strzępkami skórki pokrytymi brodawkami lub krótkimi cylindrycznymi naroślami oraz występowaniem na liściach buka. Jest podobna do grzybówki dębowej (Mycena polyadelpha), ale różni się kilkoma cechami, takimi jak kolor kapelusza i trzonu, przyczepność blaszek i szerokość zarodników.